# Nasz Dziennik
Nasz Dziennik (Наш Дженник, букв. Наша ежедневная газета) — польская общественно-политическая католическая ежедневная газета, издаваемая в Варшаве, Польша.

## История
Nasz Dziennik издаётся в Варшаве с 1998 года издательством «Spes» тиражом 150 тысяч экземпляров. Другие источники указывают тираж 250 тысяч экземпляров (1999) и 600 тысяч читателей в 1998 году. Газета позиционирует себя как общенациональная газета, освещающая вопросы, связанные с социальными, культурными, общественными проблемами и придерживающаяся христианских ценностей, о которых «молчат» остальные польские СМИ.Одним из основных источников доходов издания является рекламная деятельность как на местном, так и на общенациональном уровне. Газета придерживается ультраконсервативных взглядов. Nasz Dziennik наряду с Радио Мария входит в группу польских СМИ, основанных католическим священником Тадеушем Рыдзыком.
9 февраля 2011 года в московском аэропорту «Шереметьево» были задержаны на пять часов два журналиста газеты Nasz Dziennik, которые занимались собственным расследованием обстоятельств смоленской авиакатастрофы.